# Stadtmauer (Nürnberg)

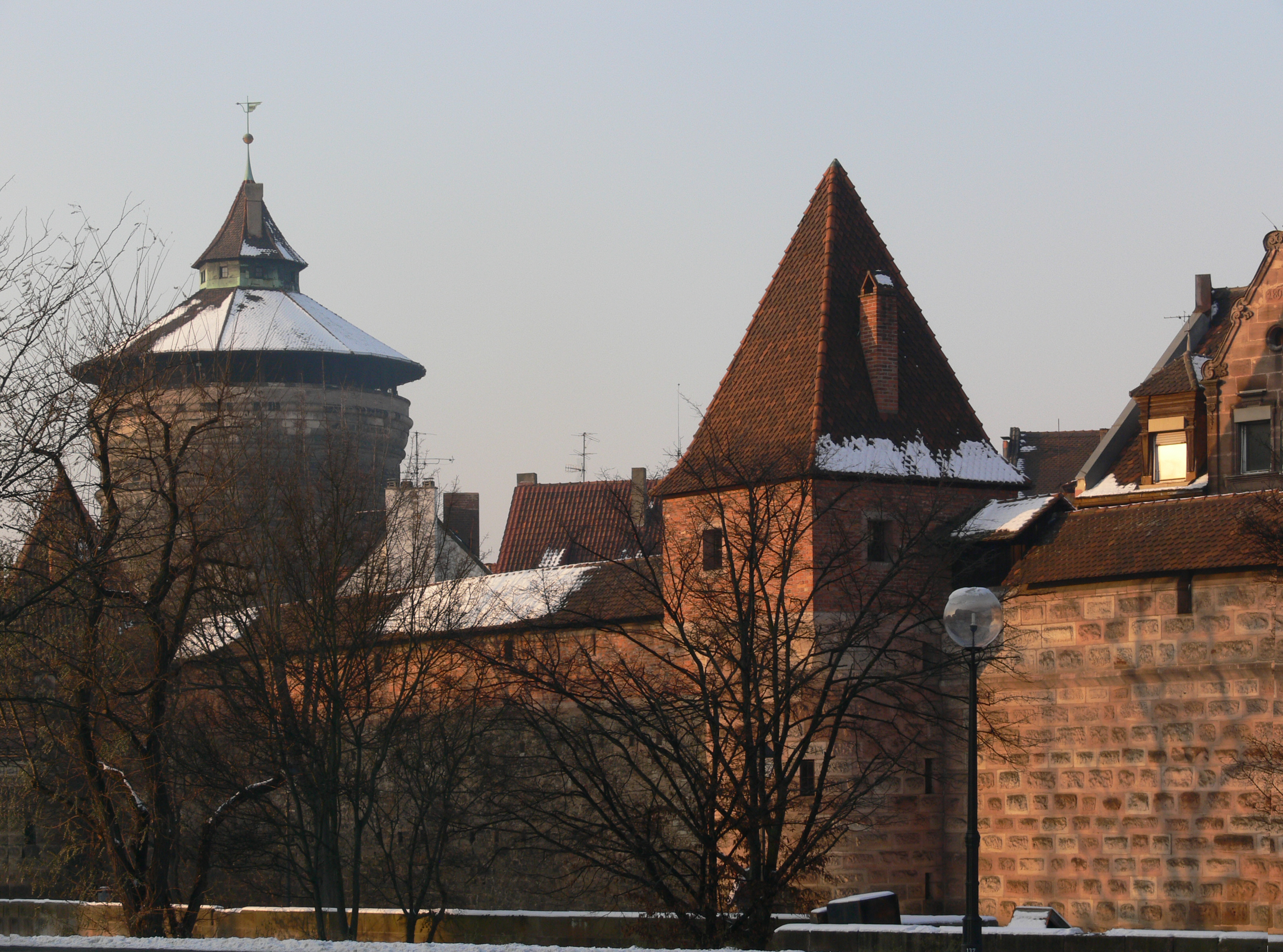
Frauentormauer, Spittlertorturm (links) und Turm „Rotes N“, 2009

Die Stadtmauer ist eines der bedeutenden Kunst- und Baudenkmäler der Stadt Nürnberg. Im Norden ist die weitläufige Burganlage vollständig in die Befestigung integriert.
In seiner langen Geschichte wurde Nürnberg nur einmal mit militärischen Mitteln eingenommen: In der Schlacht um Nürnberg im April 1945 von der 7. US-Armee mit gewaltiger Übermacht. Dass dies vorher nie geschehen war, ist nicht zuletzt auf die im Mittelalter als unüberwindlich geltende Stadtbefestigung, die eine Länge von rund fünf Kilometern aufweist, zurückzuführen.

## Die vorletzte Stadtmauer

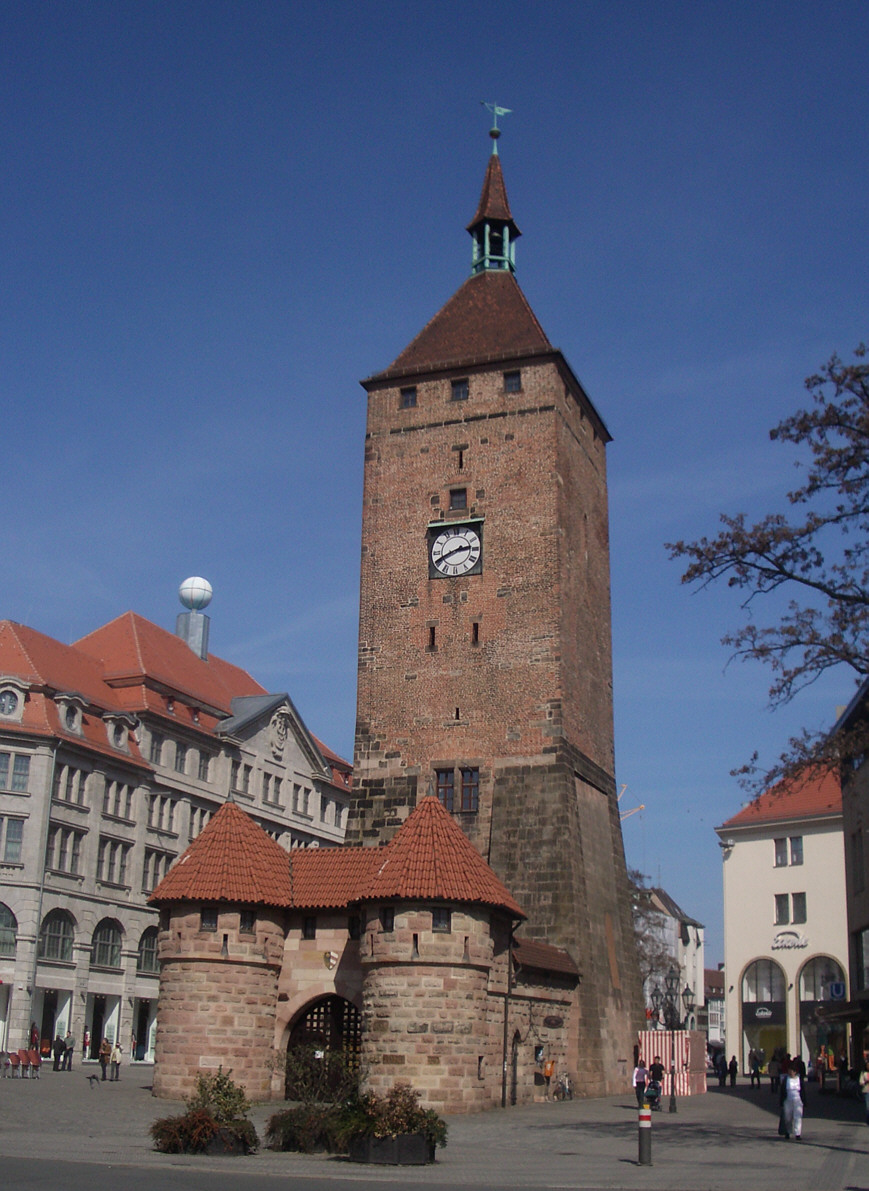
Weißer Turm, 2005

Die ersten Befestigungen werden bereits für das 11. Jahrhundert angenommen. Im 13. Jahrhundert waren die Stadtteile beiderseits der Pegnitz, die Sebalder und die Lorenzer Siedlung, jeweils für sich befestigt.
Nach heutigen Ortsbezeichnungen verlief die Mauer in St. Sebald: von der Burg zum Maxtor, Sieben Zeilen, Webersplatz, Landauersches Zwölfbrüderhaus, Inneres Laufer Tor, Laufer Schlagturm, weiter entlang der Grübelstraße zum Sand, parallel der Pegnitz durch die Neue Gasse, Hans-Sachs-Gasse, Plobenhofstraße, An den Fleischbänken, Wasserturm, westlicher Maxplatz, inneres Neutor, und über Tiergärtnertor wieder zur Burg. Davon ist auf der Sebalder Seite neben der Burg und dem Tiergärtnertor im Norden besonders der Laufer Schlagturm im Osten und der Wasserturm im Westen erhalten geblieben.
Für die Befestigung der Lorenzer Stadthälfte wird folgender Verlauf angenommen: Unterer Bergauerplatz, ehemaliges Katharinentürlein, Peter-Vischer-Straße, heutige Stadtsparkasse, inneres Frauentor (heute Mauthalle), Kornmarkt, Frauengasse, Spittlertor, Weißer Turm, Karl-Grillenberger-Straße und Unschlitthaus. Auf der Lorenzer Seite steht davon noch der Weiße Turm mit seiner Toranlage im Westen der Lorenzer Altstadt.
Reste des alten Stadtgrabens sind an der Grübelstraße (Herrenschießgraben), Peter-Vischer-Straße (Katharinen- und Tiergraben) und Mühlgasse (Klettengraben) erhalten geblieben.
Erst 1320–1325 wurden beide Teile über den Fluss hinweg durch Mauern zusammengeführt: Im Westen wurde die Pegnitz vom Unschlitthaus bis zum Weinstadel überbrückt. Von dort aus führte die Mauer weiter zur bisherigen Sebalder Stadtbefestigung. Im Osten entstand die Verbindungsmauer von der Neuen Gasse über die Vordere Insel Schütt bis zum Unteren Bergauerplatz auf Höhe der heutigen Heubrücke, an der ein Wehrgang den südlichen Pegnitzarm überbrückte.
Im Westen stehen davon noch der Henkerturm und der Wasserturm sowie der überbrückende Wehrgang, im Osten der Schuldturm auf der Insel Schütt und ein kleinerer Turm, das sogenannte Fraueneisen, auch Weiberschuldturm genannt.

## Die letzte Stadtmauer
Die letzte Stadtumwallung wurde 1400 geschlossen, war fünf Kilometer lang und bildete im Stadtgrundriss ein schiefes Parallelogramm. An ihren vier Eckpunkten wurden vier Tortürme errichtet.

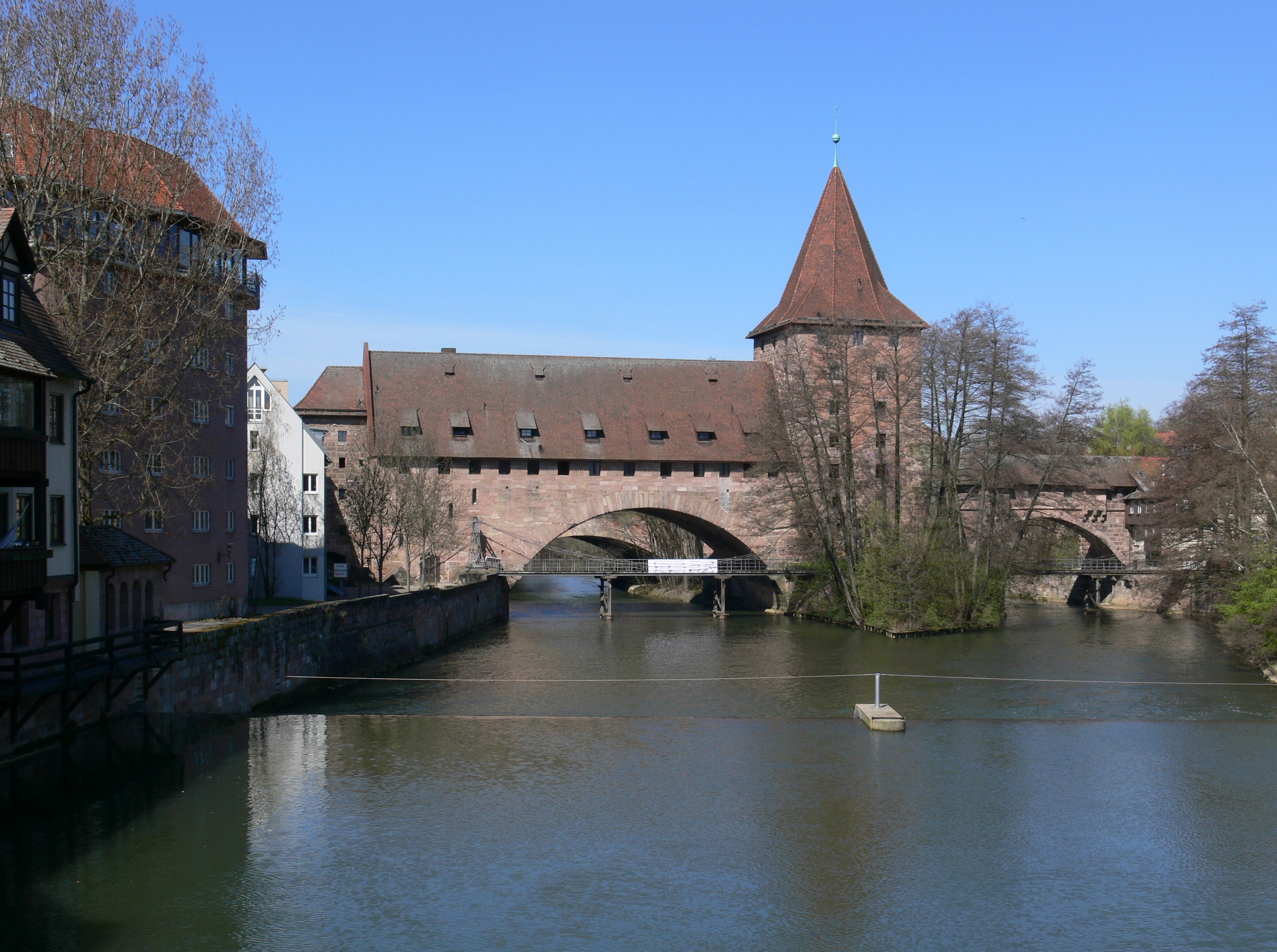
Fronveste mit dem Schlayerturm, 2010

Die Stadtumwallung war gegliedert in die eigentliche Stadtmauer (auch Hohe Mauer genannt), den davor gelegenen, ebenerdigen und 15 Meter breiten Zwinger, die aus dem Graben aufragende Zwingermauer und den Trockengraben. Insgesamt können etwa 130 Graben- und Mauertürme nachgewiesen werden. Der um 1430 als Reaktion auf die Hussitenkriege ausgehobene Graben war durchschnittlich 12 Meter tief und bis zu 20 Meter breit, aber nie mit Wasser gefüllt. 1452 war der Bau des Grabens abgeschlossen. Der Kosten- und Arbeitsaufwand für die Errichtung war immens. Im Jahr 1430 sollen zeitweise etwa 800 Mann am Ausbau der Mauer und des Grabens gearbeitet haben. Allein die Arbeit an der Stützgrabenmauer nahm 26 Jahre in Anspruch. Bei der etwa einstündigen Umrundung des Mauerrings bekommt man noch heute eine gute Vorstellung, welche Massen an Erdreich ausgehoben und wie viele Sandsteine aus den umliegenden
Steinbrüchen herbeigeschafft werden mussten.
Den Zugang zur Stadt ermöglichten sieben Tore: die fünf Haupttore mit dem alten Tiergärtnertor und die vier neuen Tortürme (Laufer Tor, Frauentor, Spittlertor und Neutor) sowie zwei Fußgängerdurchgänge (Hallertürlein am Nordufer der Pegnitz im Westen und Wöhrder Türlein im Osten). Hinzu kam das zur Burg führende Vestnertor.
Dort, wo die Pegnitz die Stadt verlässt, wurde sie imposant von der Fronveste von 1489/94 überspannt; im Osten sicherte der Tratzenzwinger mit den drei Türmen den Flusseintritt.
Einleitung des Fischbachs

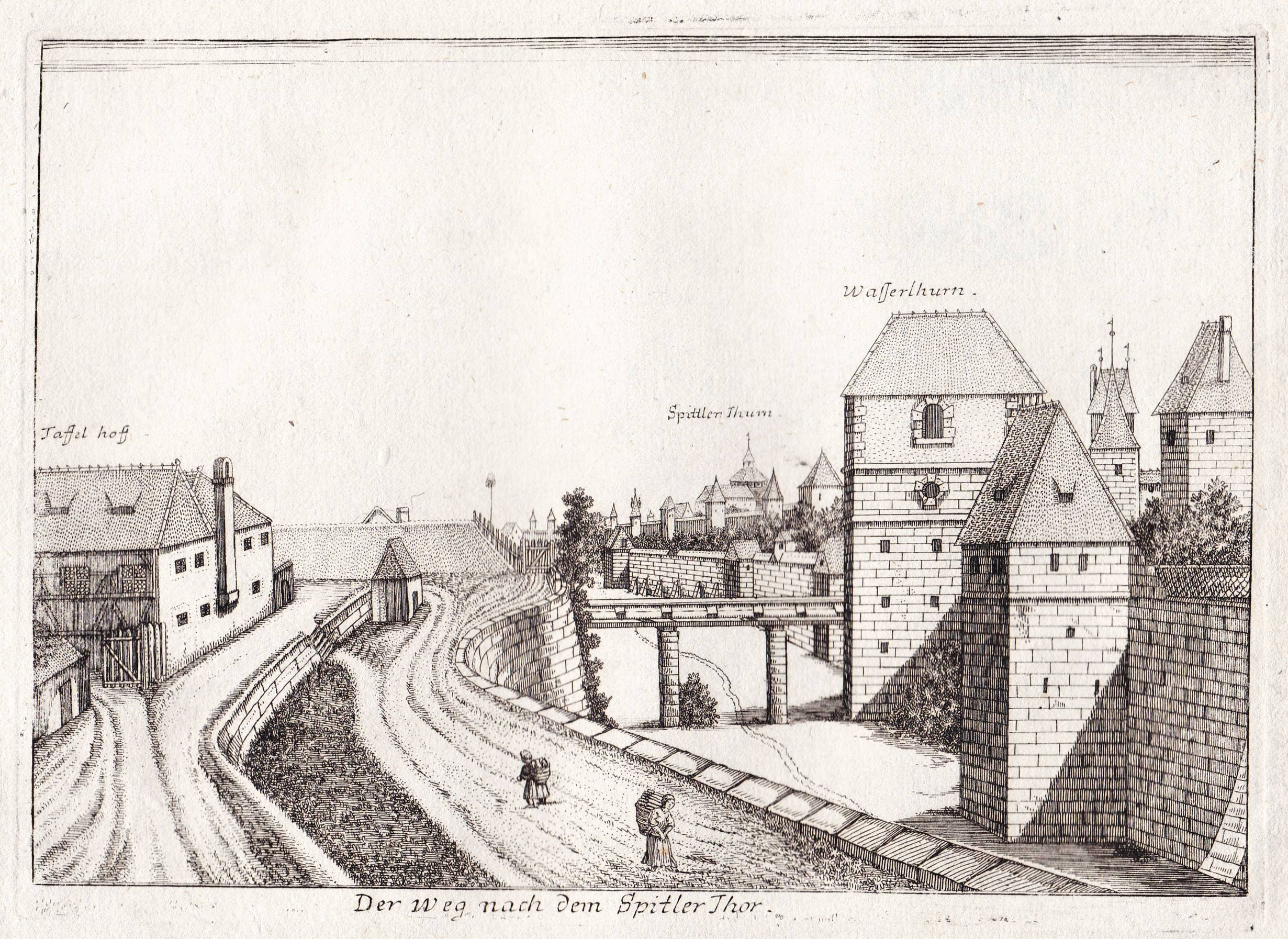
J.A. Böner Wasserturm mit Einleitung des Fischbachs um 1700

Eine Besonderheit bildete die Einleitung des Fischbachs, der mittels eines Holzstegs über den Frauentorgraben hinweg in das Stadtgebiet geleitet wurde. und dessen Bedeutung im berühmten Baumeisterbuch des Endres Tuchers aus dem 15. Jhd. erwähnt wurde. Am Graben in der Nähe des Sterntors befindet sich heute ein Hinweis auf den einstigen Einfluss des Fischbaches in die Altstadt am Fundament eines verschwundenen Grabenturms. Im Turm wurde das sogenannte Blausternwerk errichtet, das die Wasserkraft des Fischbachs für die Wasserversorgung der Stadt nutzte.
Benennung der Türme

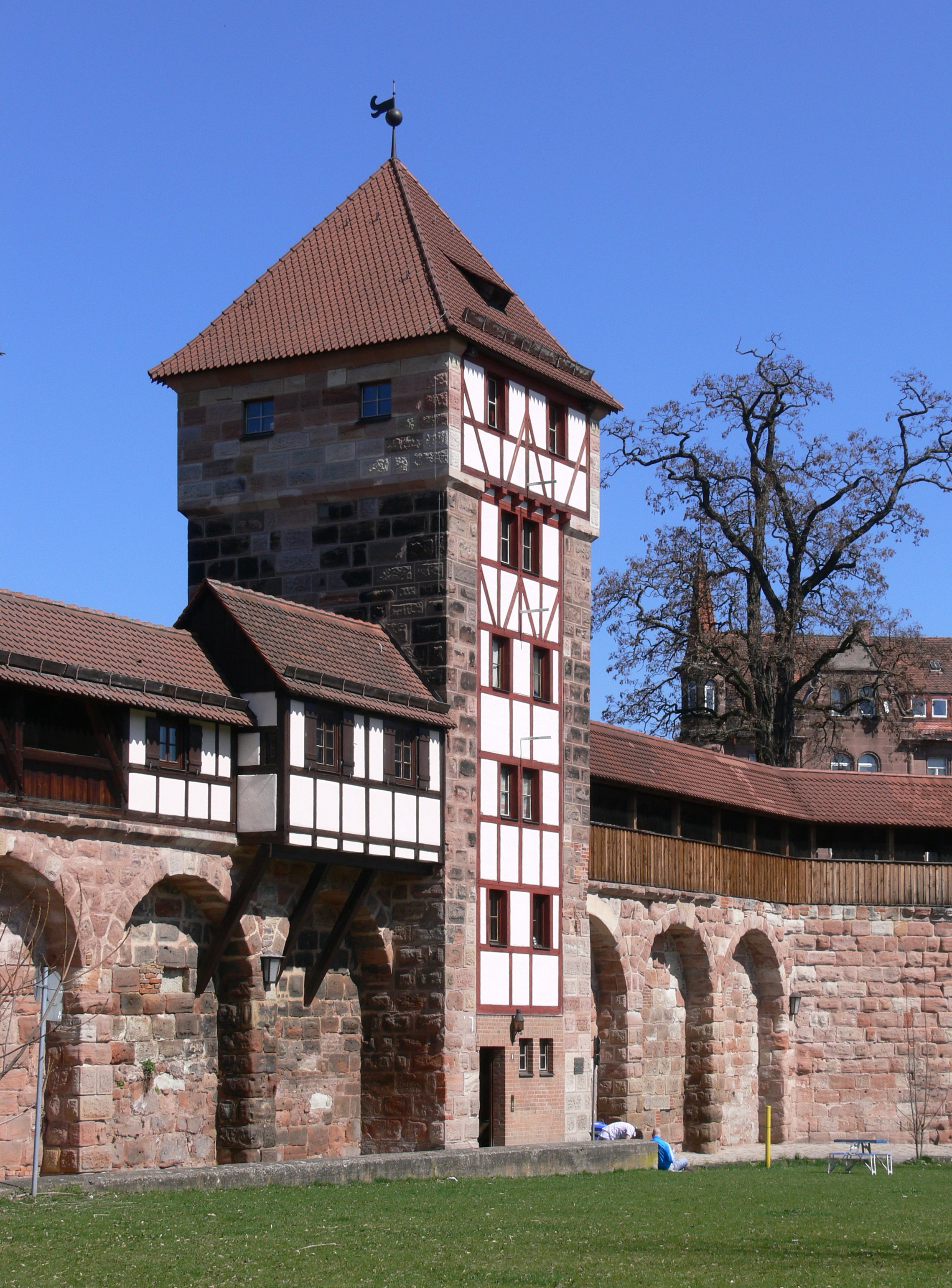
Maxtormauer, Turm „Schwarzes H“, 2010

Die Türme der Stadtmauer wurden 1540 umlaufend mit einer Kombination von Farben und Buchstaben benannt, bekannt als siebenfarbiges Alphabet: Der schwarze Abschnitt beginnt im Norden bei der Burg (Luginsland Schwarz A) und reicht bis zur Insel Schütt im Osten (Turm Schwarz Z). Dort beginnt der blaue Abschnitt mit Blau A und reicht bis Blau X im Süden an der Frauentormauer, wo er mit Rot A in den roten Abschnitt übergeht, der bis Rot Z an der Spittlertormauer im Westen führt, von Grün A fortgesetzt wird und mit Grün O wieder an der Burg endet. Diese alten Bezeichnungen sind noch heute an den Türmen zu sehen.

## Erweiterungen

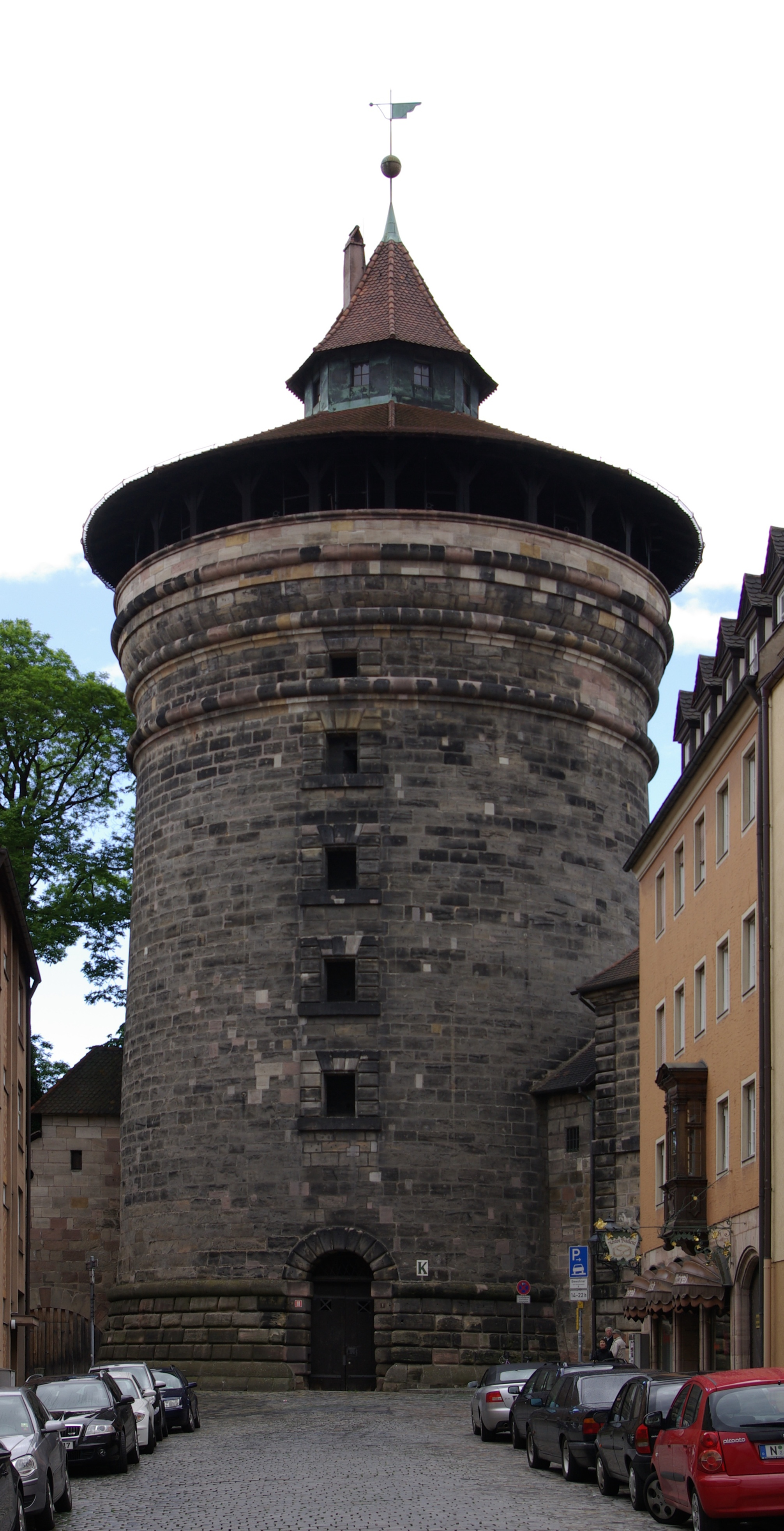
Neutorturm, 2010

Schon vor 1500 wurde damit begonnen, die Befestigung umzubauen und die Zwinger in Kanonenstellungen umzugestalten: Bei der sogenannten Remparierung wurde entweder die Zwingermauer in der Höhe reduziert und der Zwinger aufgeschüttet oder die Zwingermauer mit einer vorgestellten Mauer mit Kanonenstellplätzen verstärkt. Zusätzlich wurden alte Zwingertürme umgebaut oder abgerissen sowie neue Türme und Basteien errichtet. Die Umgestaltung begann beim Ein- und Austritt der Pegnitz und endete bei der Mauer nördlich des Frauentors.
1527 wurde im Nordosten der Küblerzwinger (auch Dürerbastei genannt) und im Südwesten der Tucherzwinger (heute Fürther Tor), jeweils als Rundbastei, errichtet; 1538–45 wurden die Burgbasteien (Vestnertor-, Große und Untere Bastei) im Norden und Westen der Burg erbaut.
1556–64 wurden die vier Tortürme durch den Stadtbaumeister Georg Unger rund ummantelt und erhielten ihr heutiges, beeindruckendes Erscheinungsbild: der Laufertorturm (Laufer Tor im Nordosten), der Frauentorturm (Frauentor im Südosten), der Spittlertorturm (Spittlertor im Südwesten) und der Neutorturm (Neutor im Nordwesten). Unger nahm sich offenbar die Rundtürme des Mailänder Castello Sforzesco zum Vorbild, die Bartolomeo Gadio um 1450 errichtet hatte. Die nun kreisrunden Türme erreichten durch die Verstärkung einen Durchmesser von bis zu 17 Metern. Durch ihre veränderte äußere Form boten sie den Geschossen von Kanonen eine geringere Angriffsfläche. Zusätzlich wurde eine Artillerieplattform unter dem Dach errichtet, die mit 16 Kanonen bestückt werden konnte. Sie konnten aus einer Höhe von acht Stockwerken weit in das Umland feuern und Angreifer von der Stadt fernhalten.
Das Zeughaus von Nürnberg wurde 1588/89 von Hans Dietmair errichtet. Das Erweiterungsgebäude der Verteidungsanlagen ist im Stadtkern beim Kornmarkt an der Pfannenschmiedsgasse 24. 1954–1955 wurde das zerstörte Gebäude wieder aufgebaut.
1611–14 wurde südlich des Laufer Tores die Zwingermauer erneuert und die Wöhrdertor-Bastei errichtet, die 1871 abgerissen wurde.
Danach wurde die Stadtmauer kaum mehr dem Stand der Verteidigungstechnik angepasst. Auf den Plänen des Zeichners und Steinmetzes Hans Bien (Bien-Karte) kann man den Zustand der Mauer in der Zeit um 1628/32 gut erkennen.

### Ergänzungen im Dreißigjährigen Krieg

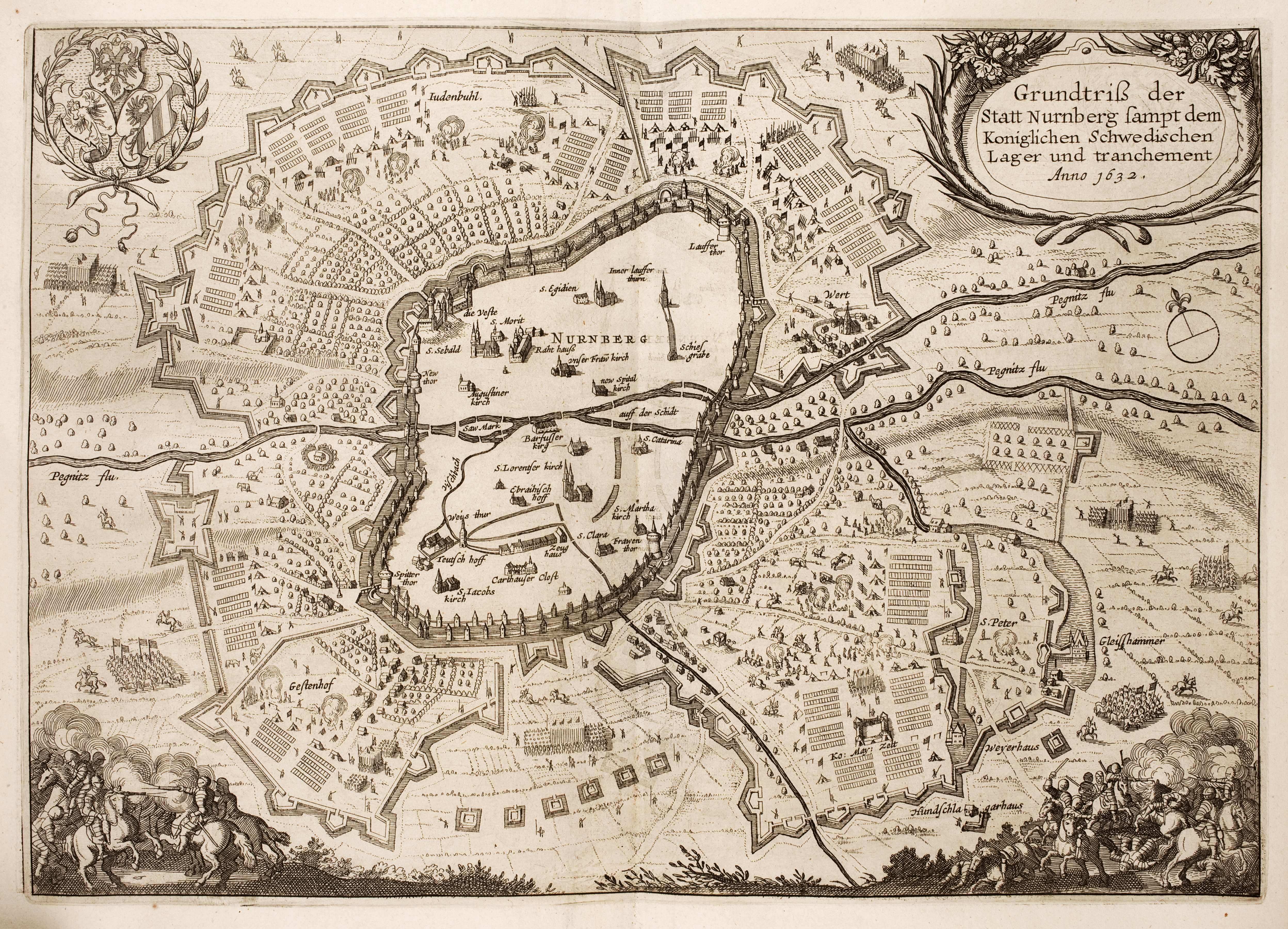
Lager und Befestigungen des schwedischen Königs Gustav Adolf II, August 1632. Kupferstich von Matthäus Merian dem Älteren. Danckaerts Historis 1642.

Während des Dreißigjährigen Kriegs ließ Gustav Adolf vor der Schlacht an der Alten Veste bei Nürnberg im Sommer 1632 wegen seiner zahlenmäßigen Heeresunterlegenheit die Reichsstadt neu befestigen. Unter Leitung schwedischer und fränkischer Kriegs- und Fortifikationsingenieure u. a. der schwedische Ingenieur und Kriegsbaumeister Frans de Traytorrens (1590–1660), Generalquartiermeister Olao Johanne Gotho und der Nürnberger Zeugmeister Johann Carl entstand die Zirkumvalliationslinie mit Laufgräben, aus Stein, Erde und Sand aufgeschütteten Schutzwällen und den aufwändig gestalteten Sternschanzen.
Nürnberg war so auch mit seinen damaligen Vororten weit vor der Stadtmauer von Schanzen wie der Bärenschanze in Gostenhof und den Schwedenschanzen in Wöhrd geschützt. Von Lichtenhof aus liefen die Schanzen und Laufgräben gegen Gostenhof, von da bis an die Pegnitz bei St. Johannis, dann hinter der Burg mit dem der Bastei am Vestnertor bis zum Maxfeld und weiter gegen Wöhrd, wo sie sich mit denen von St. Peter und Lichtenhof vereinigten. Drei schöne starke Bollwerke wurden zwischen dem Spittler- und Frauentor angelegt, zwei vor dem Frauentor; bedeutende Schanzen wurden errichtet, je eine vor Steinbühl auf der Straße nach Schweinau, hinter Steinbühl in der Richtung gegen das Lager, bei St. Wolfgang am Wald an der Straße nach Röthenbach, bei Gleishammer an der Altdorfer Straße und andere mehr. Von Wöhrd aus lief ein Laufgraben gegen den Rechenberg zu, auf dem vier Bollwerke errichtet waren. Alle diese Redouten und Schanzen, die Stadtmauern, runden Türme und Basteien, die Bastionen am Ein- und Ausfluss der Pegnitz, das Ravelin und Hornwerk zwischen dem Frauen- und Spittlertor waren mit großen und kleinen Geschützen besetzt, deren Zahl über 300 betrug.
Die Befestigungsarbeiten, die Verpflegung der Schanzer (zeitweise waren es bis zu 840 Arbeiter) und der Unterhalt der Verteidigungslinie belasteten die Finanzen der Stadt. Die Arbeiten an der ins Umland vorgeschobenen Fortifikation geschahen durch ungemessene Schanzdienste der Nürnberger Bürger und bezahlte Spezialisten aus den Niederlanden und dem böhmischen Teil des Erzgebirges.

## Anpassungen an die moderne Zeit
Die längere Periode ökonomischer Stagnation bis zur Industrialisierung im 19. Jahrhundert wirkte, wie bei der Gebäudesubstanz Alt-Nürnbergs, musealisierend. 1824 wurde vor der Fronveste der von dem Mechaniker Conrad Georg Kuppler konstruierte Kettensteg errichtet, 1930 wurden massive Stützen hinzugefügt, die ganze Brücke wurde 2010 renoviert.

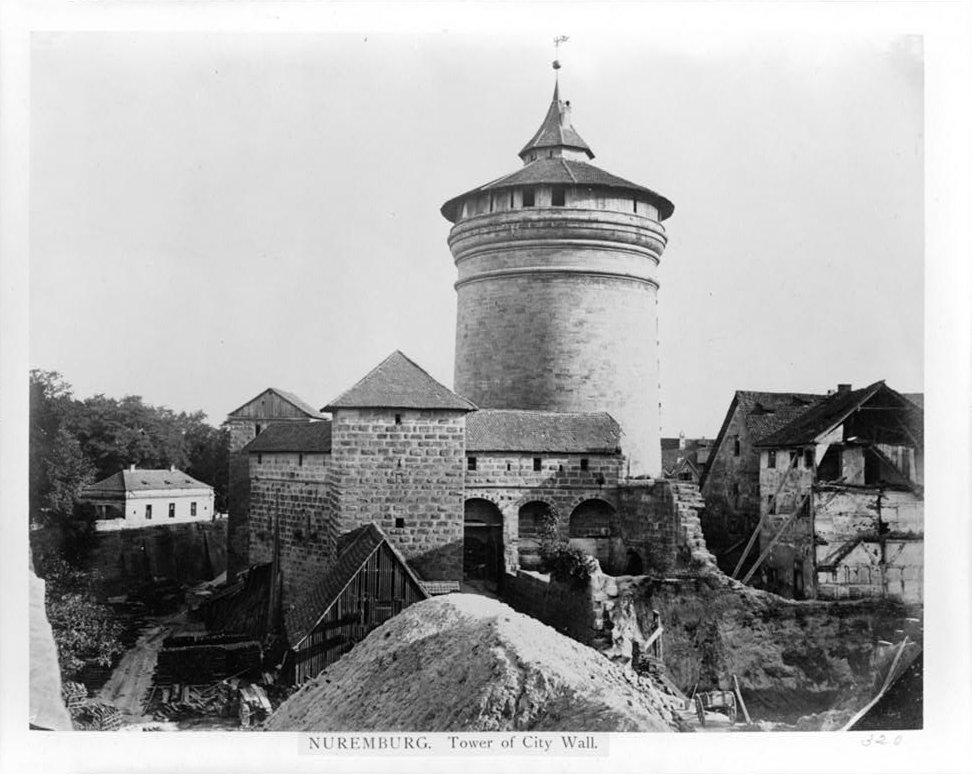
Abriss der Stadtmauer am Laufertorturm, Ende 19. Jahrhundert

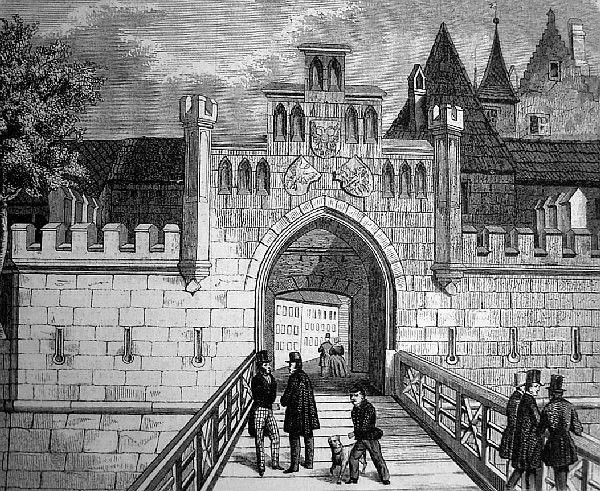
Das 1848 errichtete und 1891 abgerissene Färbertor

Bei der Übernahme durch Bayern 1806 behielt die Stadt die Festungseigenschaft. Die fünf Haupttore wurden bewacht und drei weitere Tore zur Nacht verschlossen. Der Verkehr in die Vorstädte (z. B. Wöhrd und Gostenhof) wuchs ständig, doch bis 1866 wurden nur sieben weitere Stadttore genehmigt, die in das Wachsystem einbezogen wurden: 1848 das Max-, das Färber- und das Kasemattentor, 1850 das Königstor, 1859 das Marientor, 1863 das Westtor und 1866 das Ludwigstor; sie wurden als neugotische Stadttore errichtet. Ein 1863 gestellter Antrag der Stadt zur Entfestigung wurde noch abgelehnt, da in München aus Sorge vor Unruhen die Festungseigenschaft als stabilisierender Faktor angesehen wurde. Am 12. Juli 1866 wurde die Entfestigung, auch in Erwartung einer preußischen Besetzung, genehmigt. In der Folgezeit wurde immer wieder über den Erhalt oder Abbruch der Stadtmauer gestritten, vorerst behielt sich der König die letzte Entscheidung über jede bauliche Veränderung vor. 1869 wurde ein erster Mauerzug abgerissen, weitere Abrisse folgten.
Aufgrund des wachsenden Verkehrs wurden 1877 bis 1891 die sieben neuerbauten Tore bereits wieder abgerissen. Weitere Mauerdurchbrüche wurden geschaffen: 1869 das Sterntor, 1871 das Wöhrder Tor, 1881 das Hallertor und 1894 in Form eines Brückenbaus das Fürther Tor.

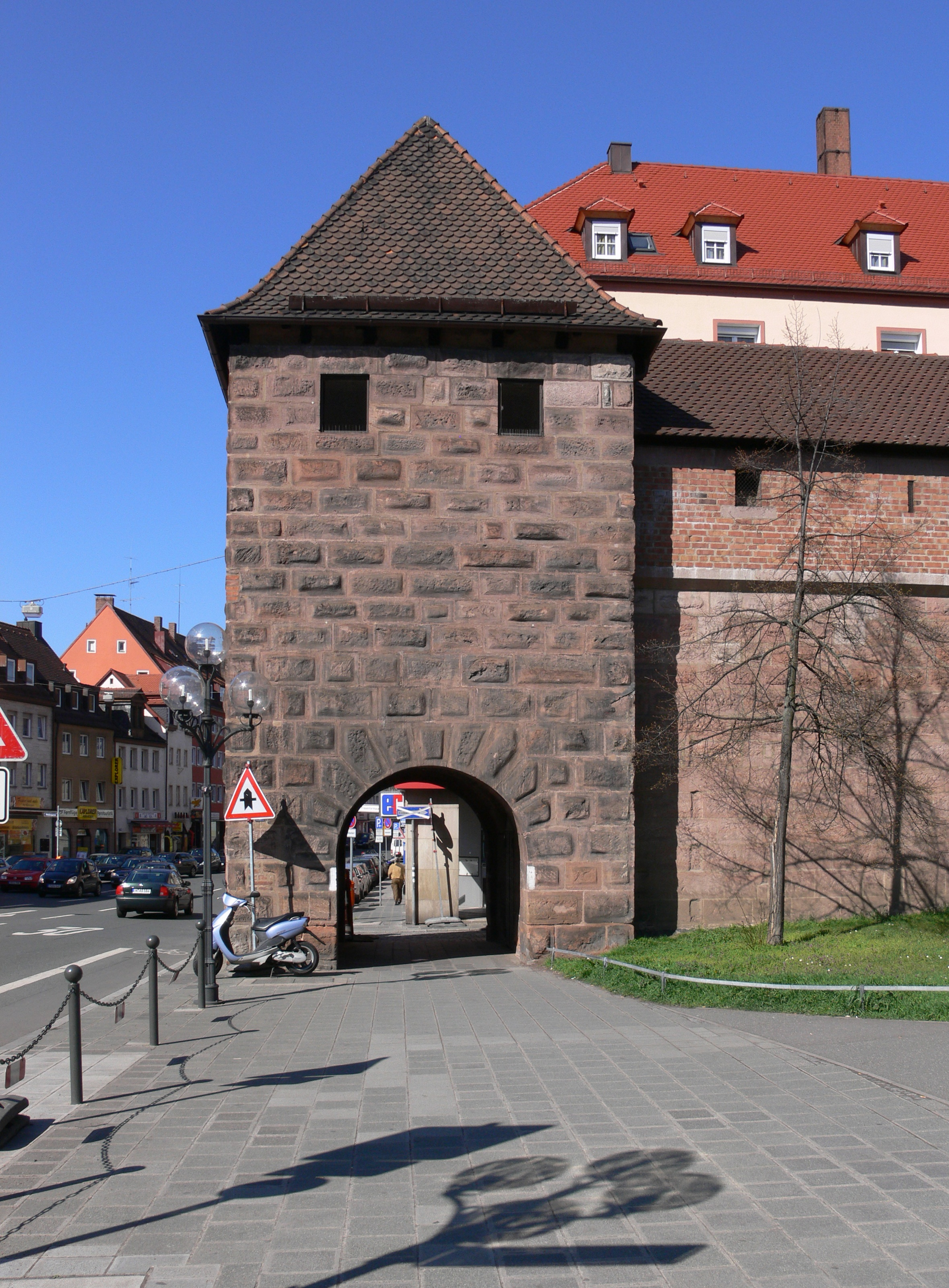
Beim Turm „Rotes H“ handelt es sich um einen Bunker aus dem Zweiten Weltkrieg.

Im Zweiten Weltkrieg wurde die Stadtbefestigung durch Luftangriffe teilweise stark beschädigt. Am 3. Oktober 1944 beispielsweise wurde bei einem Tagangriff die Fronveste an der Pegnitz schwer getroffen. Nach dem Krieg wurden die Zerstörungen teilweise wieder behoben.
In den 1960er Jahren wurden im Süden Teile des Frauentorgrabens zugeschüttet. Beim Bau der U-Bahn-Linie U2 wurde dieser Grabenabschnitt 1987 wieder freigelegt.
Planungen von Gerhard G. Dittrich für eine weitgehende Umgestaltung des Bereiches der Königstor-/Marientormauer (Köma-Projekt) in den Jahren 1967/68, bei denen er gesamte Zwingerbereich zwischen Königstor und Norishalle mit Geschäfts- und Verwaltungsbauten sowie einem städtischen Kunst- und Bildungszentrum (KuBiZ) überbaut werden sollten, wurden nicht umgesetzt.

## Heutiger Zustand

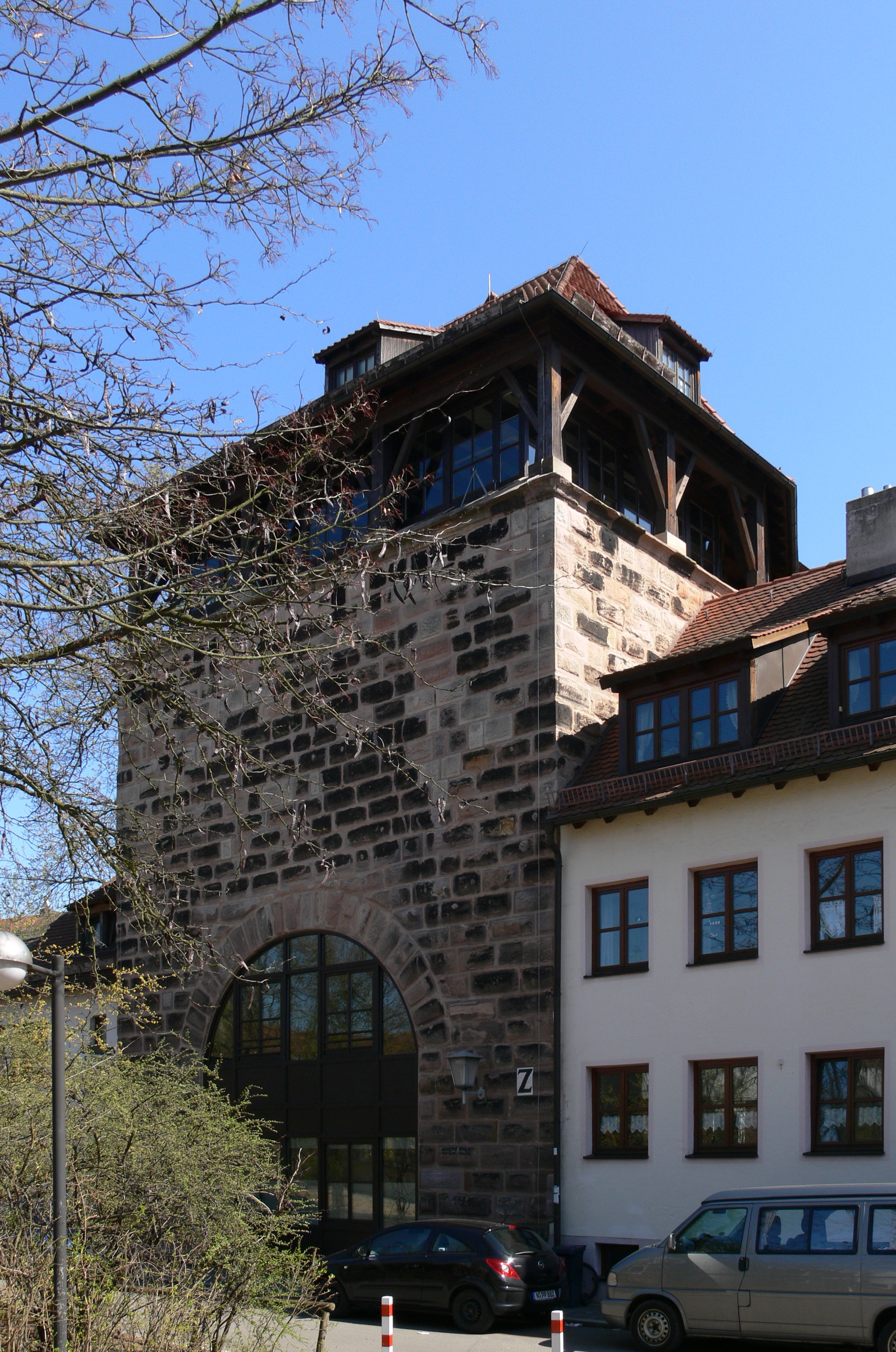
Krakauer Haus im Turm Schwarzes Z, 2010

Wenn auch zum Teil stark restauriert bzw. wiederaufgebaut, umgibt die Stadtmauer fast die gesamte Altstadt.
Die größte Lücke besteht mit über 310 Metern beim Laufer Torturm im Osten (49° 27′ 28″ N, 11° 5′ 18″ O). Die denkmalpflegerische Erhaltung der Mauer ist ein dauernder Prozess, 2005 beispielsweise wurde die Maxtormauer im Bereich „Küblerzwinger“ restauriert.
Hinter und vor der Mauer sowie in dem weitgehend erhaltenen Graben gibt es zumeist öffentlich zugängliche Spazierwege. Auf der Mauer gehen kann man nur entlang der Neutormauer im Westen der Burg. Der Graben selbst ist weitgehend parkähnlich gestaltet. Die mächtigen Bastionen westlich und nördlich der Burg sind als Burggarten eingerichtet und in der warmen Jahreszeit allgemein zugänglich.
Bis zum Ende des Zweiten Weltkrieges gab es noch 88 Mauertürme, heute sind es 71, davon werden viele von Organisationen, Vereinen und Privatleuten beispielsweise als Jugendzentrum, Beratungsstelle, Museum, Künstlertreff und für Studentenunterkünfte genutzt und sind auf diese Weise zum Teil öffentlich zugänglich.
Im 20. Jahrhundert wurde an der westlichen Stadtmauer, bei der Fronveste, ein Altersheim gebaut. Dem zweigeschossigen Sandsteinquaderbau mit Walmdach schließen sich weitere Gebäude an. Die Mauertürme Grünes C, D und E wurden in die Bauten des Altersheims eingebunden. Im Bereich des Pegnitzeinlaufes erstreckt sich auf der Insel Schütt als Teil der östlichen Stadtmauer der Tratzenzwinger, dahinter erheben sich zwei Türme:
Blaues A wird seit 1980 durch den Kreisjugendring genutzt, der in einem weiteren Stadtmauerturm auch das Jugendheim Neutor betreibt. Schwarzes Z beherbergt seit 1996 das Krakauer Haus.
1997–2003 wurde im Mohrenturm (Grünes B) beim Westtor das Museum Turm der Sinne geplant und umgesetzt.
2004 wurde im Zwinger am Frauentorgraben, zwischen Sterntor und Frauentor unweit des Neuen Museums, ein zum Museum gehörender und tagsüber frei zugänglicher Skulpturengarten angelegt.
Der um 1480 errichtete Jakobsturm (Rotes L) am Jakobstor wurde in Eigenleistung unter Leitung des Stadthochbauamtes 2005 entkernt und als Herberge für fahrende Gesellen eröffnet; fünf Schlafstellen, eine Küchenzeile und ein Badezimmer stehen den Wandergesellen zur Verfügung.
Seit einigen Jahren wurde auch die Nürnberger Burg aufgewertet, 2013 eröffnete eine Ausstellung, heute (Stand 2023) gibt es dort eine Außenstelle des Germanischen Nationalmuseums und ein Cafe.
Anders als beispielsweise in Rothenburg ob der Tauber prägt nicht eine mittelalterliche Mauer mit begehbarem Wehrgang das Bild. Vielmehr bilden vier dicke Türme Eckpfeiler, zwischen denen sich die Mauerzüge erstrecken.
„...Es gibt kein zweites Bollwerk dieser Art und Größe in Mitteleuropa, das die Zeiten überdauert hat. Die Zahl und die Verschiedenheit der Bauwerke macht die ... Ummauerung der Stadt zu einem Lehrbuch der Befestigungstechnik des Mittelalters und der frühen Neuzeit“. Auf anschauliche Weise lässt sich an ihr ablesen, wie sich die Festungsbaukunst entwickelt hat.

## Benennung der Stadtmauer-Abschnitte
Die Abschnitte der Stadtmauer tragen unterschiedliche Namen, die auch für die innenliegende (kleine) Straße, den außenliegenden Graben und die noch weiter außen liegende (große) Ringstraße gelten.
Beginnend bei der Burg tragen die Stadtmauer-Abschnitte folgenden Namen:
Im Norden:
- Vestnertormauer – östlich der Burg
- Maxtormauer

Im Osten:
- Laufertormauer
- Marientormauer – Pegnitz
- Königstormauer – am Hauptbahnhof

Im Süden:
- Frauentormauer

Im Westen:
- Spittlertormauer – am Plärrer
- Westtormauer – Pegnitz
- Neutormauer – westlich der Burg

## Stadtmauermuseum

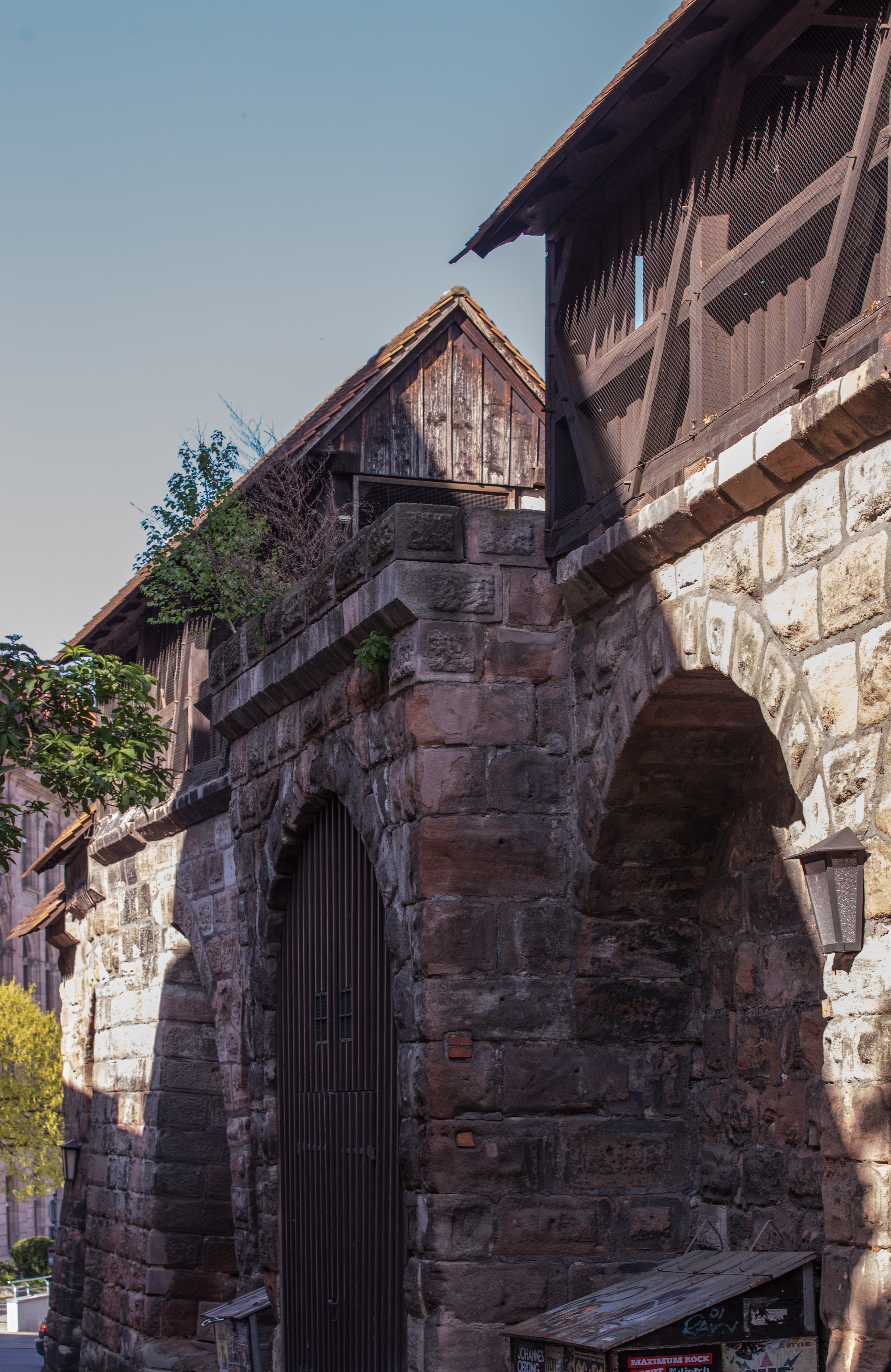
Rumpf des Turms Blaues G, der ab Dezember 2024 als Stadtmauermuseum dienen soll

Seit 2021 wird der Turm Blaues G am Marientorzwinger, der im Zweiten Weltkrieg bis auf den Mauerrumpf zerstört wurde, wiederaufgebaut. Nach Fertigstellung der Arbeiten soll der Turm ab Dezember 2024 vom Verein Geschichte für Alle genutzt werden und unter dem Namen Nürnberger Stadtmauermuseum als Informations- und Lernort dienen.

## Historische Abbildungen
Eine der ältesten Ansichten der Nürnberger Stadtmauer mit ihrem doppelten Mauerring vermittelt die Schedelsche Weltchronik in der Stadtansicht Nürnbergs.

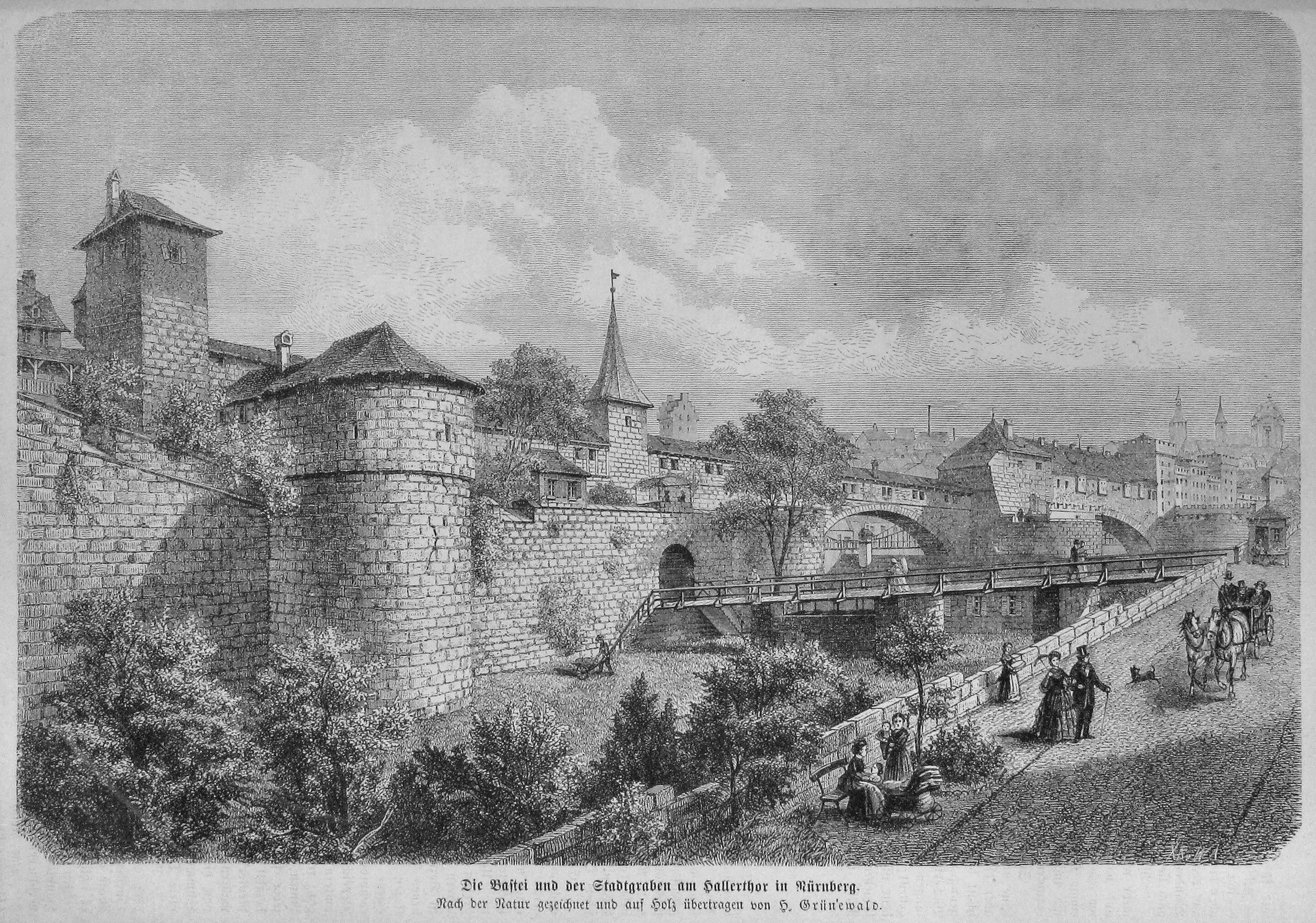
Hallertor, 1873
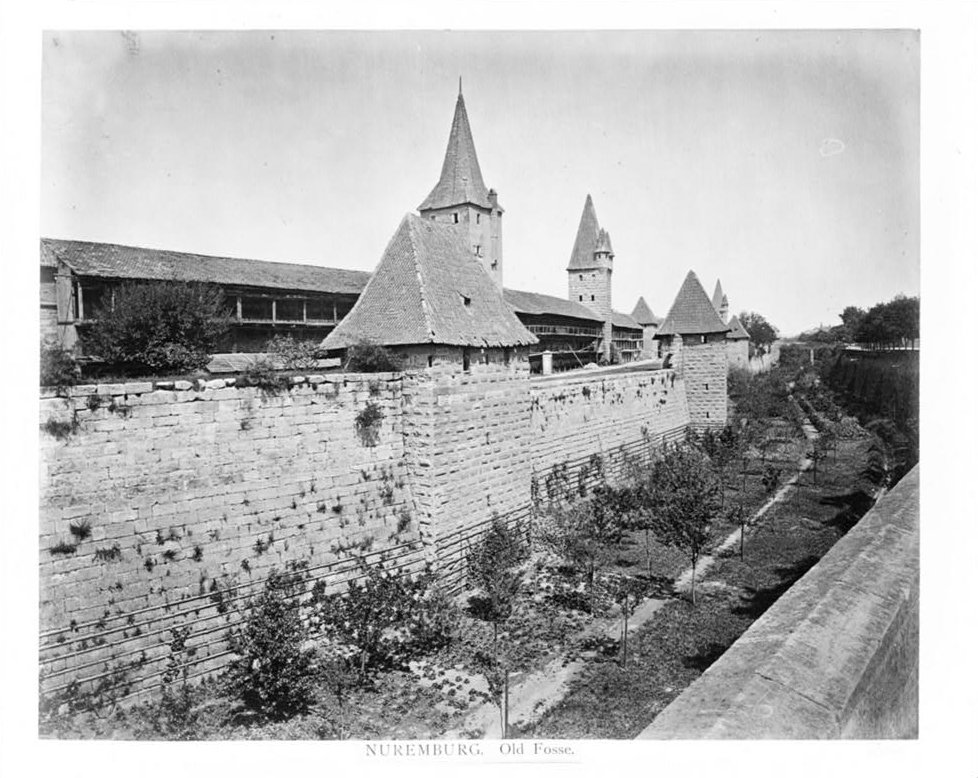
Stadtmauer, Ende 19. Jahrhundert
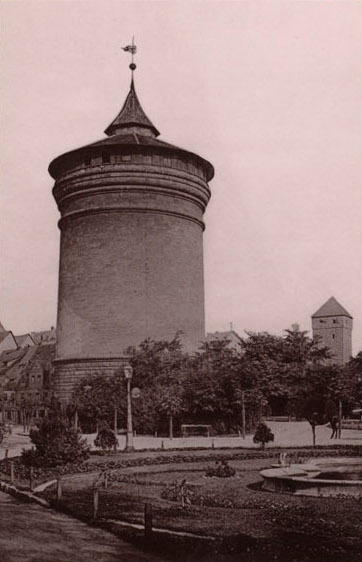
Laufertorturm, um 1890
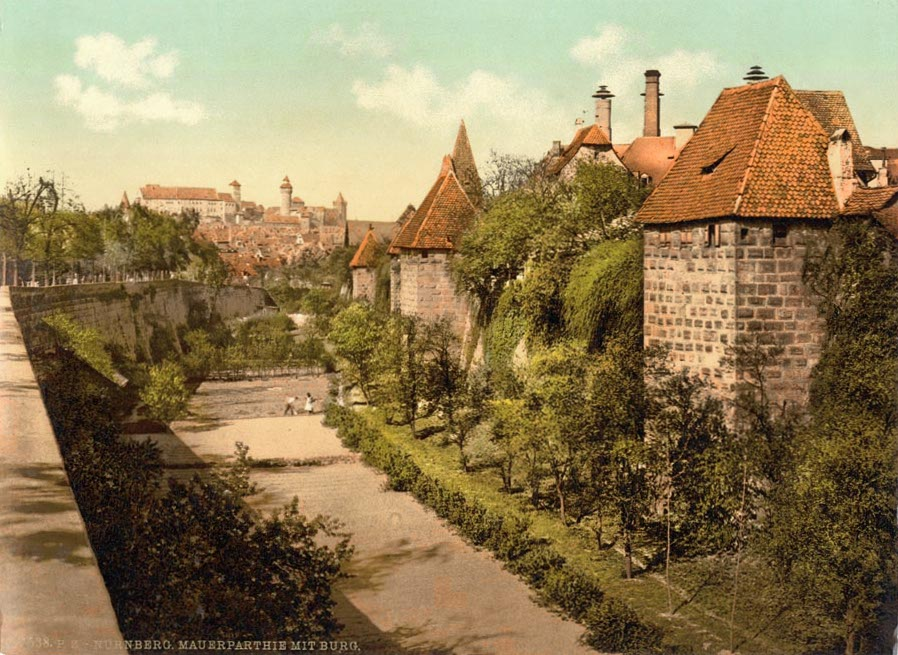
Stadtmauer, um 1890
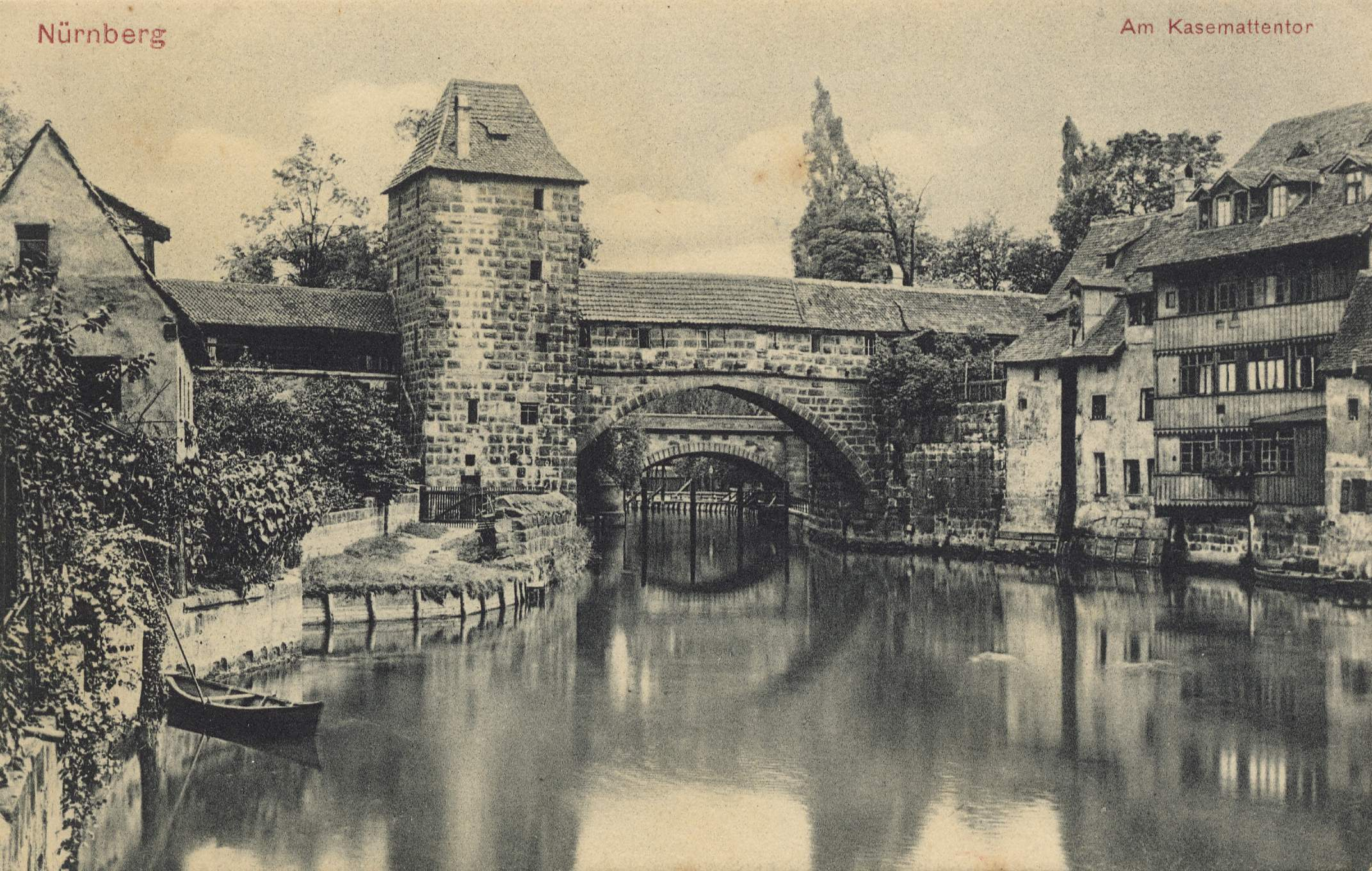
Kasemattentor am Tratzenzwinger, um 1900
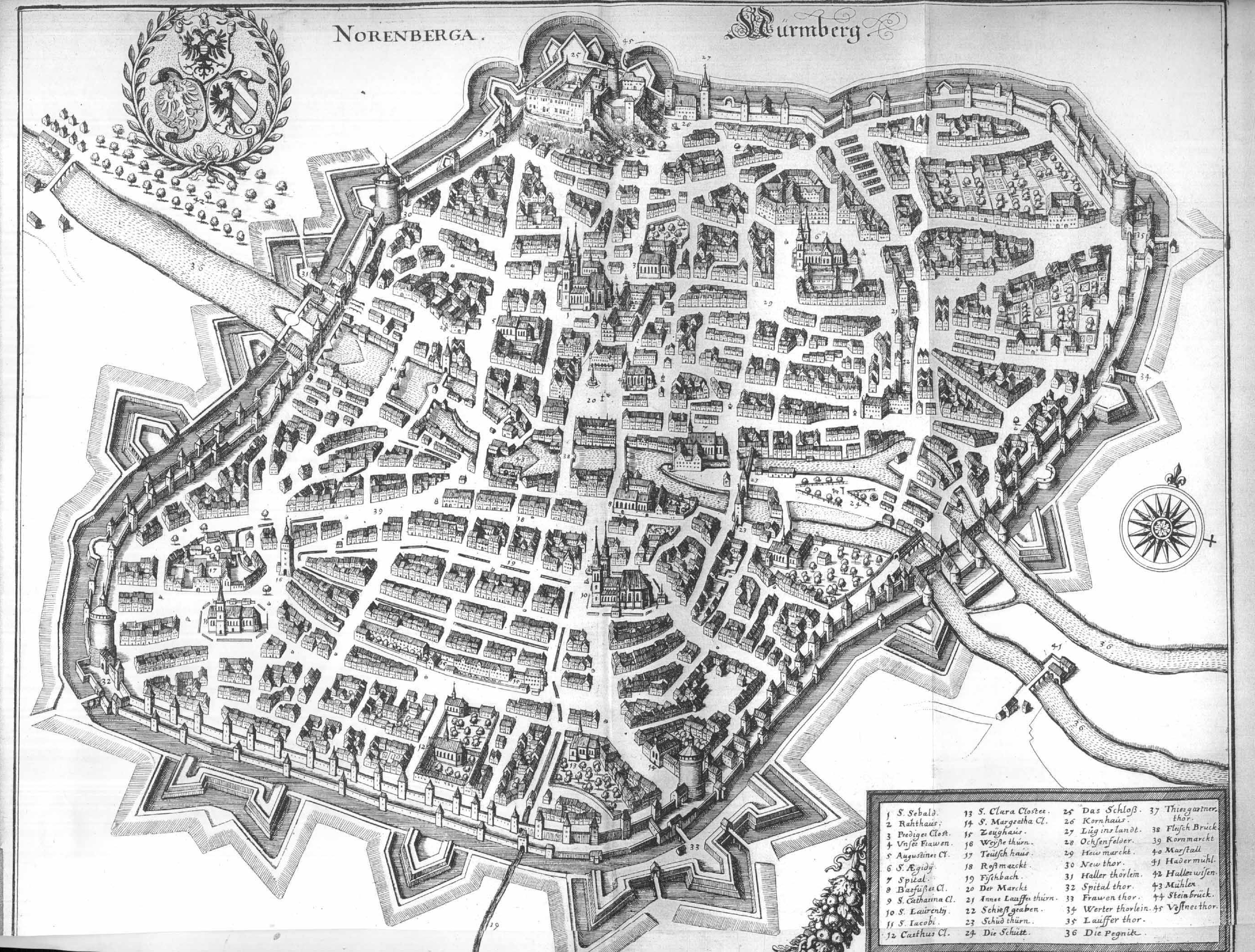
Matthäus Merian, Martin Zeiller: „Topographia Franconiae“ 1648
Matthäus Merian: Stadtansicht in: „Topographia Franconiae“ 1648[47]
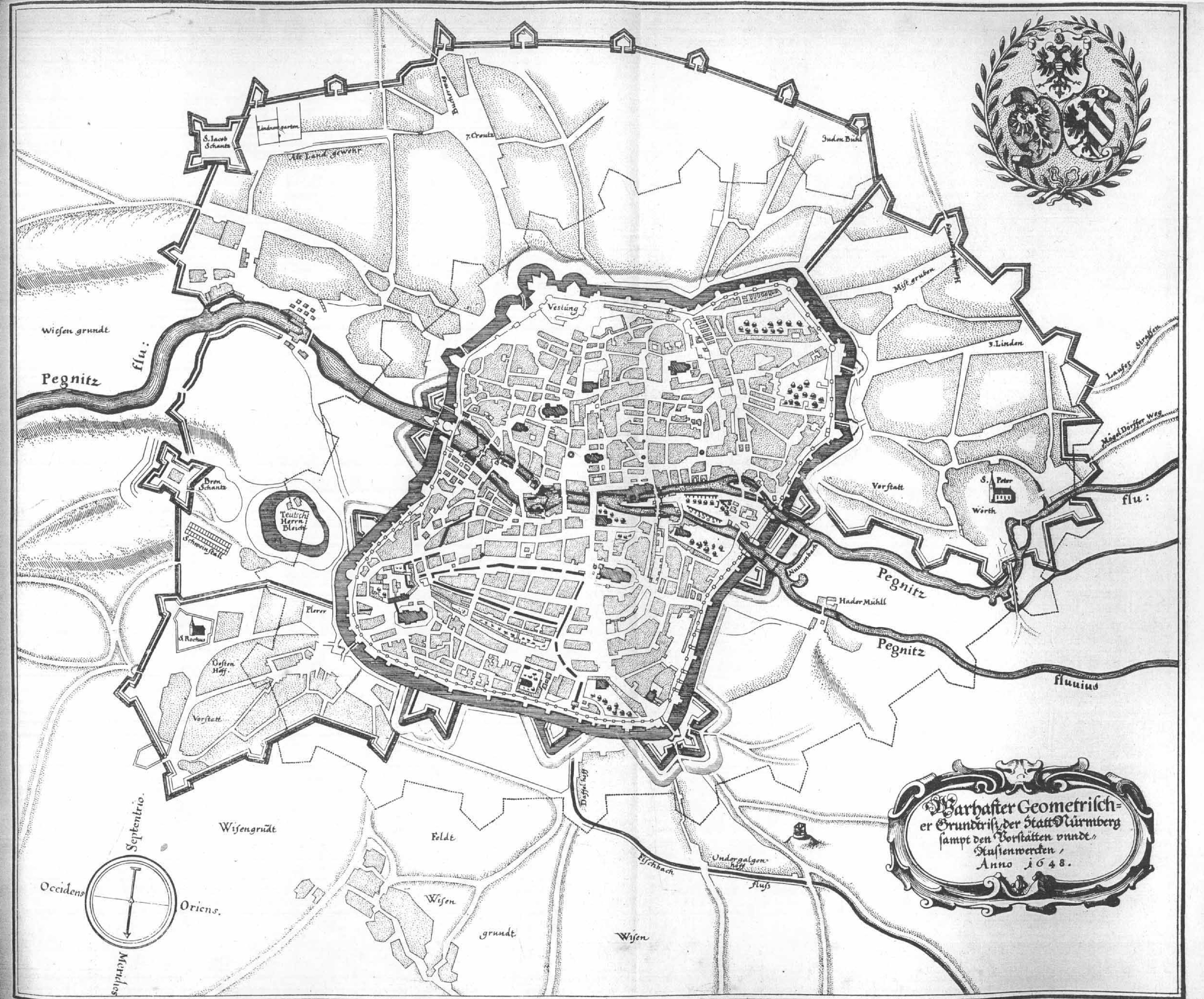
Matthäus Merian: Stadtansicht in: „Topographia Franconiae“ 1648
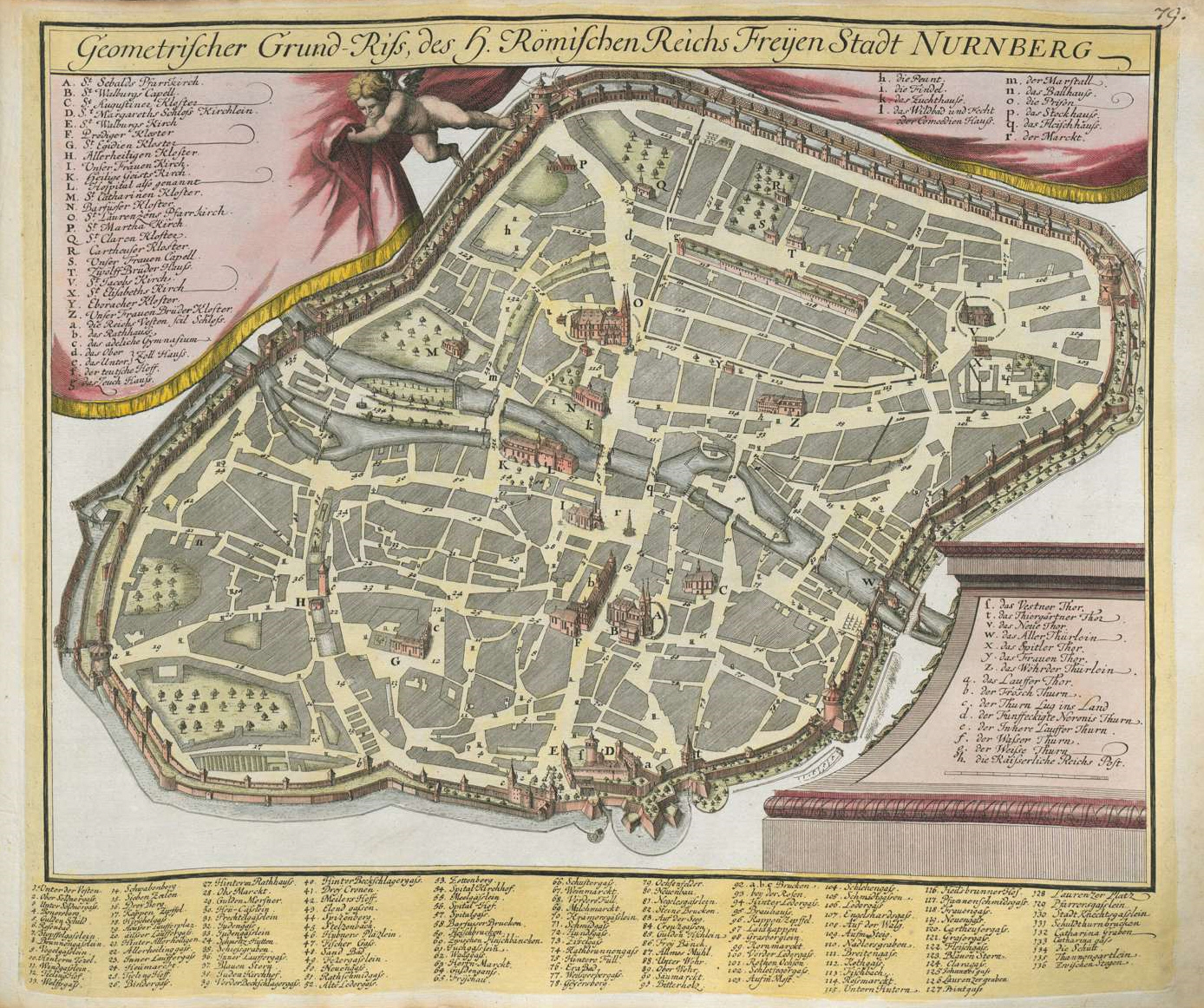
Geometrischer Grund-Riss, des H. Römischen Reichs Freyen Stadt Nurnberg, Nuernberg, 1719
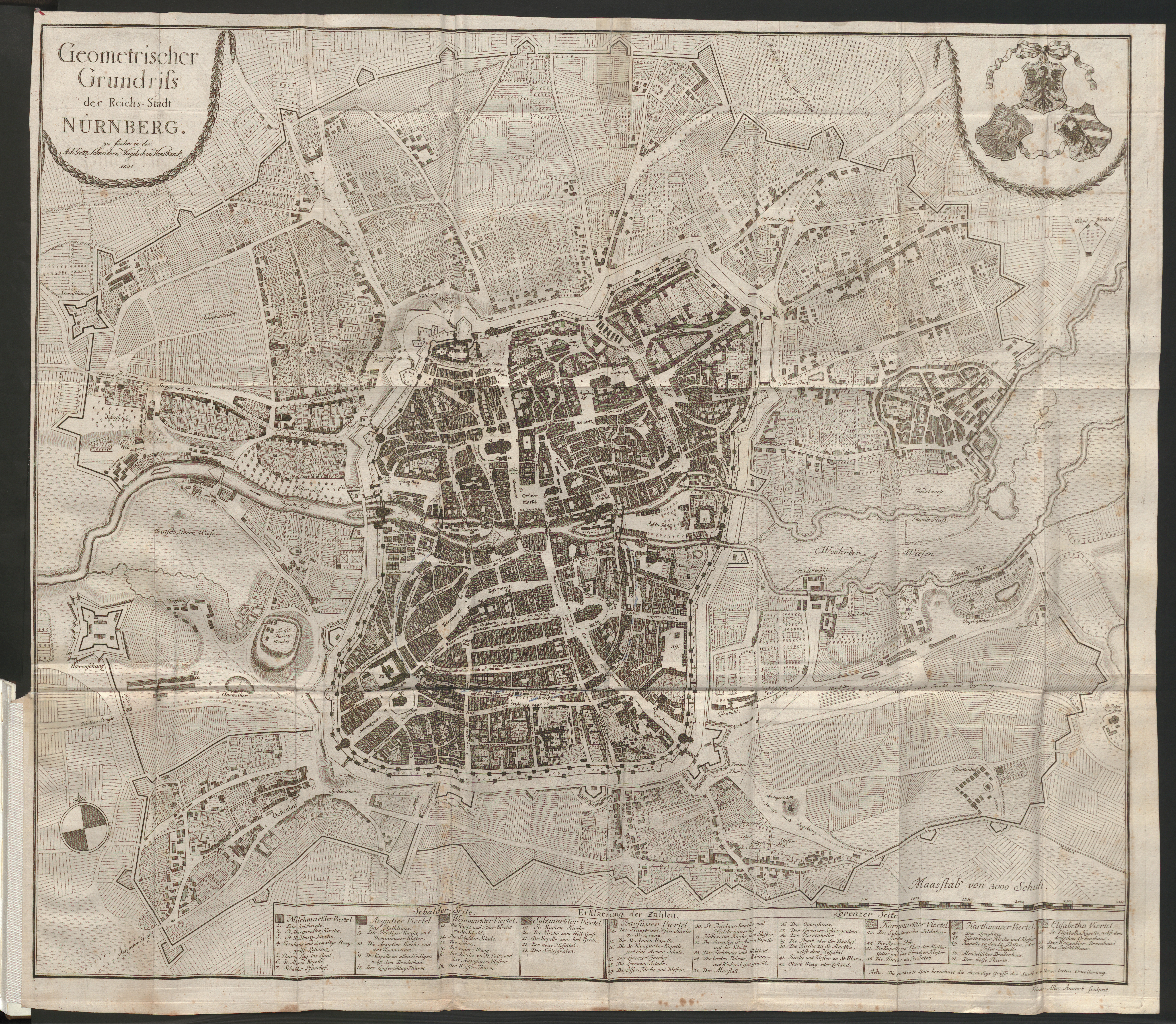
Geometrischer Grundriss der Reichs-Stadt Nürnberg – Friedrich Albrecht Annert – um 1800

## Zwinger
Zwinger bezeichnet eigentlich den Bereich zwischen Stadtmauer und Vormauer, im Fall Nürnbergs war dies die Grabenfuttermauer an der Innenseite des Stadtgrabens. Nahe besonders gefährdeter Bereiche (Tore oder Flussein- oder -ausgängen) wurde der Zwingerbereich oft weiter ausgebaut.
In Nürnberg gab es bei jedem der vier großen Tortürmen weitere Befestigungen, die Zwinger genannt wurden: Neutorzwinger, Laufertorzwinger, Frauentorzwinger und Spittlertorzwinger. Am Pegnitzeinfluss befindet sich der Tratzenzwinger. Später entstanden durch weitere Umbauten neue Örtlichkeiten wie der Ludwigstorzwinger oder der Marientorzwinger.
Ende des 19. Jahrhunderts hatten „Zwingerwirtschaften“ großen Erfolg. Das 1996 eröffnete Krakauer Haus lässt sich auch dieser Kategorie zurechnen.

## Der Stadtgraben

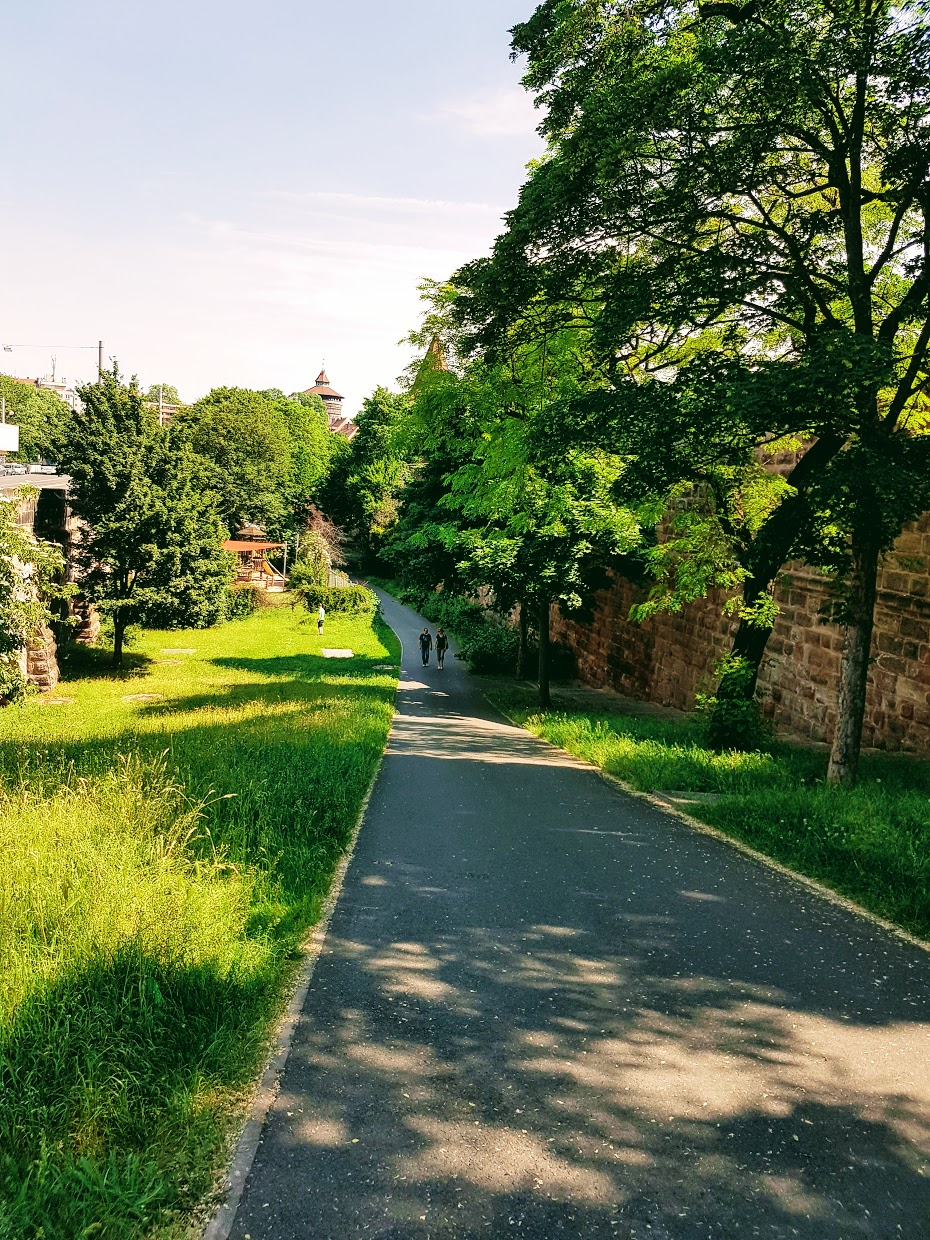
Stadtgraben (2017)

Parallel zur Nürnberger Stadtmauer ist an vielen Stellen der Stadtgraben erhalten. Die am Graben verlaufenden Straßen sind nach den entsprechenden Stadtgraben-Abschnitte benannt. Der direkt unterhalb der Burg liegende Teil des Grabens wird häufig auch Burggraben genannt. Der Graben zwischen Vestnertor und Maxtor heißt Vestnertorgraben.
Viele Grabenabschnitte sind wie kleine, längliche Parks angelegt – manche werden in besonderer Weise genutzt. So wurden im Norden im Maxtorgraben Schulsportplätze und im Westen im Westtorgraben Skater-Anlagen angelegt.
Einige Teile des Stadtgrabens werden für Veranstaltungen genutzt - insbesondere der Vestnertorgraben wird häufig bespielt.
Hier fanden Ende der 80er Jahre im Rahmen von Rock im Graben oder des Bardentreffens Konzerte statt. Seit 2021 findet hier das Fränkische Bierfest und 2005 bis 2022 fand das Burggraben-Festival, ein Mittelaltermarkt, statt.
2023 wurde erstmals im östlichen Frauentorgraben das Mauerblümchen-Festival veranstaltet.
Seit einigen Jahren werden Abschnitte des Stadtgrabens restauriert: bis Oktober 2021 am Spittlertorgraben und Juni 2022 bis Juni 2023 der Neutorgraben. 2023 und 2024 sollte es entlang des Vestnertorgrabens weitergehen, 2025 bis 2026 am Maxtorgraben.
Nürnberg hat sich für die Landesgartenschau 2030 mit einem Projekt im und am Stadtgraben beworben und den Zuschlag erhalten – damit soll die Einbindung des Grabens ins aktuelle Stadtleben verbessert werden.